# José Fernandes Moreira
José Fernandes Moreira foi um político brasileiro.

## História
Foi presidente da província do Piauí, de 13 de junho de 1862 a 30 de junho de 1863. Ocupou a posição de presidente do Banco do Brasil no período de 14 de setembro de 1874 a 1 de julho de 1875. Foi também Deputado pela Província do Rio de Janeiro; adido consular na cidade de Paris.